# Dudley Gordon, 3. Marquess of Aberdeen and Temair
Dudley Gladstone Gordon, 3. Marquess of Aberdeen and Temair (* 6. Mai 1883 am Grosvenor Square, Mayfair, London; † 16. April 1972) war ein britischer Ingenieur, Wirtschaftsmanager und Peer, der von 1965 bis 1972 Mitglied des House of Lords war.

## Leben

### Herkunft und berufliche Tätigkeiten
Gordon war der zweitälteste Sohn und das vierte Kind von John Hamilton-Gordon, 7. Earl of Aberdeen, ab 1916 1. Marquess of Aberdeen and Temair, der unter anderem von 1893 bis 1898 Generalgouverneur von Kanada und für wenige Monate im Jahr 1886 und später von 1905 bis 1915 Vizekönig von Irland war. Seine Mutter Hon. Ishbel Maria Marjoribanks war eine Tochter von Dudley Marjoribanks, 1. Baron Tweedmouth.
Nach dem Besuch der Harrow School, eine der bekanntesten Public Schools, absolvierte er eine Ingenieursausbildung. Auf der Harrow School hatte er sich einem Kadettencorps angeschlossen und wurde trat 1902 als Captain der Gordon Highlanders in die British Army ein, in der er zunächst bis 1906 diente. 1907 trat er als Mitarbeiter in das Ingenieurbüro J. and W. Hall Ltd. in Dartmouth ein und wurde 1910 dessen Direktor. Während des Ersten Weltkrieges leistete er ab 1914 erneut Militärdienst als Offizier der Gordon Highlanders. Im September 1917 wurde er als Companion des Distinguished Service Order ausgezeichnet und stieg im Dezember 1917 in den temporären Rang eines Lieutenant-Colonel und zum Kommandeur eines Bataillons der Gordon Highlanders auf. Im Februar 1919 schied er schließlich aus dem aktiven Militärdienst aus.
Nach Kriegsende nahm er seine Tätigkeit als Direktor von J. and W. Hall Ltd. wieder auf und war zwischen 1926 und 1929 auch Präsident der Britischen Vereinigung der Kühlungsindustrie (British Association for Refrigeration) sowie später von 1936 bis 1939 auch Präsident der Britischen Ingenieurvereinigung (British Engineers Association). Gordon, dem von der Universität Aberdeen ein Ehrendoktor der Rechtswissenschaften verliehen wurde, fungierte schließlich zwischen 1940 und 1943 auch als Präsident des Unternehmerverbandes der Britischen Industrie (Federation of British Industries).
Als Nachfolger von Oliver Bulleid fungierte er von 1947 bis zu seiner Ablösung durch E. William Gregson 1948 als Präsident der Institution of Mechanical Engineers (IMechE).

### Oberhausmitglied, Ehen und Nachkommen
Als sein älterer Bruder George Gordon, 2. Marquess of Aberdeen and Temair, am 6. Januar 1965 im Alter von 85 Jahren kinderlos starb, erbte er im Alter von 82 Jahren dessen Adelstitel als 3. Marquess of Aberdeen and Temair und die damit verbundene Mitgliedschaft im House of Lords. Gleichzeitig wurde er auch Erbe der nachgeordneten Titel als 9. Earl of Aberdeen, 3. Earl of Haddo, 9. Viscount of Formartine, 6. Viscount Gordon, 9. Lord Haddo, Methlic, Tarves and Kellie und 11. Baronet, of Haddo.
Dudley Gurdon war zwei Mal verheiratet. Aus seiner ersten, am 25. April 1907 geschlossenen Ehe mit Cécile Elizabeth Drummond (1878–1948) gingen vier Söhne und eine Tochter hervor. Drei der Söhne erbten jeweils den Titel als Marquess of Aberdeen and Temair, und zwar David Gordon (1908–1974) 1972 als 4. Marquess, Archibald Gordon (1913–1984) 1974 als 5. Marquess sowie Alastair Gordon (1920–2002) 1984 als 6. Marquess. Der dritte Sohn Michael James Andrew Gordon (1918–1943) war während des Zweiten Weltkrieges als Captain der Scots Guards in Italien gefallen. Die einzige Tochter Lady Jessamine Cécile Marjorie Gordon (1910–1994) engagierte sich in zahlreichen Wohltätigkeitsorganisationen und war ab 1937 mit Stanley George Michael St. John Harmsworth (1916–1981) verheiratet, der 1965 Deputy Lieutenant (DL) von Caithness war.
Seine zweite am 17. Juni 1949 geschlossene Ehe mit Margaret Gladys Nunn († 1990) blieb kinderlos.